# Dirrigeertie Dirrigentie
Dirrigeertie Dirrigentie is een personage uit het voormalige attractiepark Het Land van Ooit. Hij amuseerde er mensen door liederen te zingen en toneelstukken op te voeren aan langslopende bezoekers van het park. Ook begeleidde hij regelmatig verschillende muzikale shows in het park.

## Rol
Dirrigeertie Dirrigentie was de naam van een personage dat – zoals de naam al suggereert – dirigent speelde. Hij stond bekend als de officiële dirigent van Het Land van Ooit. Dirrigeertie Dirrigentie was altijd gekleed in een ouderwetse oranje jas en hij droeg altijd een pruik met warrig haar, wat hem een nogal kunstig uiterlijk gaf. Hij gedroeg zich in shows en in het park altijd uitermate belangrijk en uit de hoogte. Een vaak terugkomende show van dit personage was er één waarbij de bezoekers zelf op potten en pannen mochten slaan.
In het park werd de rol van Dirrigeertie Dirrigentie door de jaren heen vaak door verschillende acteurs en actrices gespeeld.

## Faillissement
Op 21 november 2007 werd bekend dat het Land van Ooit failliet is verklaard. Daarmee kwam er ook een eind aan Dirrigeertie Dirrigentie. De meeste bezittingen van het park werden verkocht, zo ook het kostuum van Dirrigeertie Dirrigentie. Zijn pruiken werden beide voor 40 euro verkocht, en zijn kostuum voor 125 euro, aan een actrice die ooit de rol van Dirrigeertie Dirrigentie had bekleed.